# Ascogaster bipustulata
Ascogaster bipustulata är en stekelart som beskrevs av Charles Thomas Brues 1924. Ascogaster bipustulata ingår i släktet Ascogaster och familjen bracksteklar. Inga underarter finns listade.